# Croaghaun
Croaghaun är ett berg i republiken Irland.   Det ligger i grevskapet Maigh Eo och provinsen Connacht, i den nordvästra delen av landet, 270 km väster om huvudstaden Dublin. Toppen på Croaghaun är 688 meter över havet.
Terrängen runt Croaghaun är kuperad österut, men åt nordväst är den platt. Havet är nära Croaghaun västerut. Croaghaun är den högsta punkten i trakten. Närmaste större samhälle är Dooagh, 5,2 km öster om Croaghaun. Trakten runt Croaghaun består i huvudsak av gräsmarker.